# Fort Pentagouët
 (novembre 2023).
Si vous disposez d'ouvrages ou d'articles de référence ou si vous connaissez des sites web de qualité traitant du thème abordé ici, merci de compléter l'article en donnant les références utiles à sa vérifiabilité et en les liant à la section « Notes et références ».
Le fort Pentagouët a été construit par le sieur Claude Turgis de Saint-Étienne de La Tour en 1625 sur le fleuve Penobscot (aujourd'hui sur la péninsule de Castine dans le Maine).  Le fort a été érigé autour d'un poste de traite qui avait été fondé en 1613 par La Tour. 

## Présentation
Le fort constituait la frontière la plus à l'ouest de l'Acadie.  Vers 1626, Claude Turgis de la Tour fut chassé du fort par la colonie de Plymouth.  Il demeure une possession britannique jusqu'en 1635.  Bien que rétrocédé à la Compagnie des Cent-Associés en 1630, ce n'est qu'en 1635 que le gouverneur Isaac de Razilly envoie le sieur Charles de Menou d'Aulnay en reprendre formellement possession pour la France.
Le 2 septembre 1654, les troupes britanniques sous le commandement de Robert Sedgwick le mettent à sac et en chassent encore une fois les Français.  Le traité de Breda de 1667, rend encore une fois l'Acadie à la France, sans que soient précisés tous les territoires concernés.  Le fort demeurera sous contrôle français jusqu'au 17 juillet 1670 où il passa sous le commandement de Hector d'Andigné de Grandfontaine, nouveau gouverneur de l'Acadie. 
En 1674, le fort est pris d'assaut par la marine hollandaise (les Pays-Bas étaient en guerre à la fois contre la France et l'Angleterre) et l'incendient. Peu après, les Anglais débarquent à leur tour et pillent les ruines du fort. Le site fut occupé ensuite par un officier français du gouverneur d'Andigné de Grandfontaine, le baron Jean-Vincent d'Abbadie de Saint-Castin. D'Abbadie de Saint-Castin fit reconstruire quelques fortifications élémentaires, notamment les bordures ardoisées vestiges dégagés dans les années 1980.
En 1667, après le traité de Breda et jusqu'en 1700, le fort Pentagouët, fut sous l'autorité française du baron Jean-Vincent d'Abbadie de Saint-Castin. Le baron avait épousé une femme abénaquise, la fille du sachem Madockawando. Elle a adopté le nom français de "Mathilde" et lui a donné 10 enfants. Le baron devint veuf et épousa une autre femme abénaquise nommée Marie Pidiwammiskwa qui lui donna deux autres enfants. En 1698, à la mort de son beau-père Madockawando, il devient grand sachem des Pentagouets. En 1700, il quitta le fort Pentagouët et l'Acadie et revint en France.